# Четырёхмерность
Четырёхмерность — онтологическая позиция, согласно которой материальный мир состоит из объектов, обладающих как пространственными, так и временными частями. В соответствии с четырёхмерностью, мир представляет собой четырёхмерное целое, наполненное мгновенными объектами, каждый из которых онтологически фундаментален и существует лишь один момент времени. Если же признается существование пребывающих вещей, то они рассматриваются как составленные из этих мгновенных объектов как из своих временных частей или как тождественные этим объектам. В связи с этим в рамках четырёхмерности можно выделить два более частных подхода — пердурантизм или теорию червя и эксдурантизм или теорию стадий.
Четырёхмерность противоположна теории эндурантизма, в соответствии с которой пребывающие во времени объекты не обладают временными частями, являются трёхмерными и полностью представлены в каждом из моментов своего существования.

## Пердурантизм
Пердурантизм проводит аналогию между пребыванием объектов во времени и пространстве: благодаря наличию временных и пространственных частей все объекты на самом деле четырёхмерны, они распростерты как в пространстве, так и во времени. Данная теория также называется теорией червя, поскольку в соответствии с ней объекты представляются своего рода пространственно-временными червями, протяжёнными в четырёх измерениях. Они тождественны совокупности своих мгновенных временных частей. 

## Эксдурантизм
Согласно эксдурантизму, обычные объекты тождественны не совокупности мгновенных временных частей, а самим этим частям или стадиям. Например, стул, который существует в момент времени t1, существует только в течение этого момента, а затем он исчезает и заменяется похожим на него, но нумерически отличным объектом, другим стулом. То же, что в повседневной жизни называется стулом, представляет собой в действительности цепочку из огромного количества таких мгновенных объектов.